# 布什波恩
布什波恩（法語：Boucheporn，法語發音：[buʃpɔʁn]；洛林法兰克语：Boschborn）是法国摩泽尔省的一个市镇，属于福尔巴克-布莱摩泽尔区。

## 地理
布什波恩（49°8'27"N, 6°36'32"E）面积6.65 平方千米，位于法国大東部大區摩泽尔省，该省份为法国东北部内陆省份，是洛林的一部分，西南接默尔特-摩泽尔省，东临下莱茵省，北与卢森堡和德国接壤。
与布什波恩接壤的市镇（或旧市镇、城区）包括：洛林地区比斯滕、阿姆苏瓦尔斯贝格、隆日维尔-莱圣阿沃尔德、奥贝尔维斯、波尔瑟莱特、聖阿沃爾德、瓦尔斯贝格、齐曼。

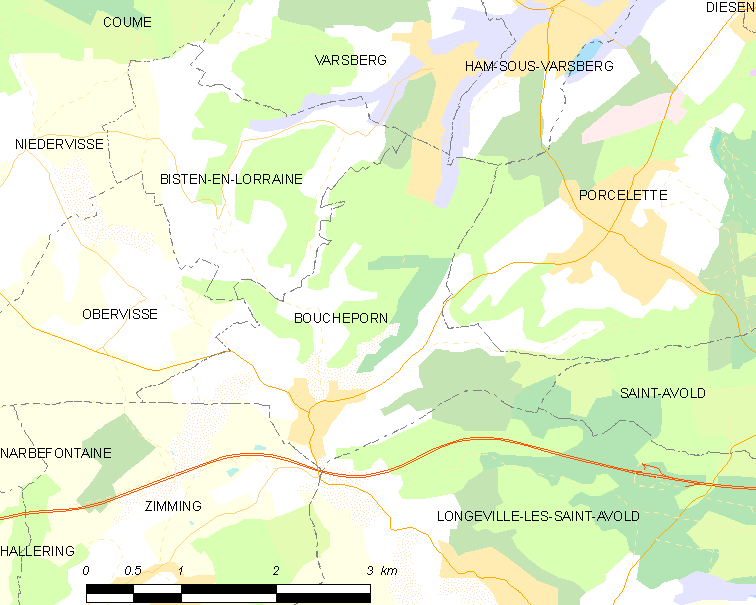
布什波恩的OSM定位图

布什波恩的时区为UTC+01:00、UTC+02:00（夏令时）。

## 行政
布什波恩的邮政编码为57220，INSEE市镇编码为57095。

## 政治
布什波恩所属的省级选区为福尔克蒙县。

## 人口

1962-2008年间布什波恩人口变化图示

布什波恩于2022年1月1日时的人口数量为566人。